# Torneio Rio-São Paulo 2001
Das Torneio Rio-São Paulo 2001 war die 24. Austragung des Torneio Rio-São Paulo, eines Fußballpokalwettbewerbs in Brasilien. Er wurde vom 17. Januar bis 12. Mai 2001 ausgetragen. Der Turniersieg war mit der Qualifizierung zum Copa dos Campeões 2001 verbunden. Einem Wettbewerb, in welchem landesweit ein Teilnehmer an der Copa Libertadores 2002, dem wichtigsten südamerikanischen Klubwettbewerb, ermittelt wurde.

## Modus
Zunächst traten die Klubs traten einmal gegen jeden Klub aus dem konkurrierenden Bundesstaat an. Somit vier Spiele pro Klub. Im Anschluss wurden Tabellen je Bundesstaat gebildet. Die beiden Gruppenbesten zogen ins Halbfinale ein. Hier trafen die Gruppenersten auf die Gruppenzweiten der anderen Gruppe. Die Sieger ermittelten den Turniergewinner in zwei Finalspielen.

## Teilnehmer
| Teilnehmer Rio de Janeiro | Teilnehmer São Paulo |
| ------------------------- | -------------------- |
| Botafogo FR               | SC Corinthians       |
| CR Flamengo               | SE Palmeiras         |
| Fluminense FC             | FC Santos            |
| CR Vasco da Gama          | FC São Paulo         |

## Vorrunde
| 1. Spieltag (17. Januar) |     |             |                   |
| Flamengo                 | 0:3 | Santos      | Giulite Coutinho  |
| 1. Spieltag (17. Januar) |     |             |                   |
| São Paulo                | 2:0 | Vasco       | Morumbi           |
| 1. Spieltag (17. Januar) |     |             |                   |
| Botafogo                 | 3:3 | São Paulo   | Caio Martins      |
| 1. Spieltag (18. Januar) |     |             |                   |
| São Paulo                | 1:3 | Fluminense  | Parque Antarctica |
| 2. Spieltag (24. Januar) |     |             |                   |
| Corinthians              | 4:3 | Flamengo    | Pacaembu          |
| 2. Spieltag (24. Januar) |     |             |                   |
| Vasco                    | 0:0 | Palmeiras   | São Januário      |
| 2. Spieltag (25. Januar) |     |             |                   |
| Fluminense               | 1:2 | São Paulo   | Caio Martins      |
| 2. Spieltag (25. Januar) |     |             |                   |
| Santos                   | 3:0 | Botafogo    | Vila Belmiro      |
| 3. Spieltag (31. Januar) |     |             |                   |
| Palmeiras                | 1:0 | Flamengo    | Parque Antarctica |
| 3. Spieltag (31. Januar) |     |             |                   |
| Vasco                    | 1:0 | Corinthians | São Januário      |
| 3. Spieltag (1. Februar) |     |             |                   |
| Fluminense               | 2:2 | Santos      | Maracanã          |
| 3. Spieltag (1. Februar) |     |             |                   |
| São Paulo                | 1:1 | Botafogo    | Morumbi           |
| 4. Spieltag (7. Februar) |     |             |                   |
| Flamengo                 | 0:2 | São Paulo   | Maracanã          |
| 4. Spieltag (7. Februar) |     |             |                   |
| Santos                   | 3:0 | Vasco       | Vila Belmiro      |
| 4. Spieltag (8. Februar) |     |             |                   |
| Botafogo                 | 3:1 | Palmeiras   | Maracanã          |
| 4. Spieltag (8. Februar) |     |             |                   |
| Corinthians              | 1:1 | Fluminense  | Pacaembu          |

### Tabelle Rio de Janeiro
| Pl. | Verein           | Sp. | S | U | N | Tore    | Diff. | Punkte |
| --- | ---------------- | --- | - | - | - | ------- | ----- | ------ |
| 1.  | Fluminense FC    | 4   | 2 | 2 | 0 | 011:600 | +5    | 08     |
| 2.  | Botafogo FR      | 4   | 1 | 2 | 1 | 007:800 | −1    | 05     |
| 3.  | CR Vasco da Gama | 4   | 1 | 1 | 2 | 001:500 | −4    | 04     |
| 4.  | CR Flamengo      | 4   | 0 | 1 | 3 | 003:100 | −7    | 01     |

### Tabelle São Paulo
| Pl. | Verein       | Sp. | S | U | N | Tore    | Diff. | Punkte |
| --- | ------------ | --- | - | - | - | ------- | ----- | ------ |
| 1.  | FC Santos    | 4   | 3 | 1 | 0 | 012:200 | +10   | 10     |
| 2.  | FC São Paulo | 4   | 2 | 1 | 1 | 007:600 | +1    | 07     |
| 3.  | CR Flamengo  | 4   | 1 | 2 | 1 | 008:800 | ±0    | 05     |
| 4.  | SE Palmeiras | 4   | 1 | 1 | 2 | 003:600 | −3    | 04     |

## Finalrunde

### Turnierplan ab Halbfinale
|  | Halbfinale                   | Halbfinale    | Halbfinale | Halbfinale | Halbfinale |  |  | Finale                       | Finale       | Finale | Finale | Finale |
|  |                              |               |            |            |            |  |  |                              |              |        |        |        |
|  |                              |               |            |            |            |  |  |                              |              |        |        |        |
|  | São Paulo (Bundesstaat)      | FC São Paulo  | 1          | 1          | 2          |  |  |                              |              |        |        |        |
|  | Rio de Janeiro (Bundesstaat) | Fluminense FC | 0          | 2          | 2          |  |  |                              |              |        |        |        |
|  |                              |               |            |            |            |  |  | São Paulo (Bundesstaat)      | FC São Paulo | 4      | 2      | 6      |
|  |                              |               |            |            |            |  |  | Rio de Janeiro (Bundesstaat) | Botafogo FR  | 1      | 1      | 2      |
|  | Rio de Janeiro (Bundesstaat) | Botafogo FR   | 2          | 1          | 3          |  |  |                              |              |        |        |        |
|  | São Paulo (Bundesstaat)      | FC Santos     | 2          | 0          | 2          |  |  |                              |              |        |        |        |
|  |                              |               |            |            |            |  |  |                              |              |        |        |        |

### Halbfinale
| Datum       |            | Ergebnis  |            | Ort      |
| ----------- | ---------- | --------- | ---------- | -------- |
| 14. Februar | São Paulo  | 1:0       | Fluminense | Morumbi  |
| 21. Februar | Fluminense | 2:1       | São Paulo  | Maracanã |
| Gesamt:     | São Paulo  | (a)2:2(a) | Fluminense |          |

| Datum       |          | Ergebnis |          | Ort          |
| ----------- | -------- | -------- | -------- | ------------ |
| 14. Februar | Botafogo | 2:2      | Santos   | Maracanã     |
| 21. Februar | Santos   | 0:1      | Botafogo | Vila Belmiro |
| Gesamt:     | Botafogo | 3:2      | Santos   |              |

## Finale

### Hinspiel
| Botafogo FR                                               | Botafogo FR | FC São Paulo | FC São Paulo |
| --------------------------------------------------------- | --- | --- | ------------ |
| Botafogo FR                                               | \| 1. März 2001 in Rio de Janeiro (Maracanã) \| \| Ergebnis: 1:4 (0:0) \| \| Zuschauer: 35.672 \| \| Schiedsrichter: Alfredo dos Santos Loebeling ( São Paulo) \|                                        | \| 1. März 2001 in Rio de Janeiro (Maracanã) \| \| Ergebnis: 1:4 (0:0) \| \| Zuschauer: 35.672 \| \| Schiedsrichter: Alfredo dos Santos Loebeling ( São Paulo) \|                                   | FC São Paulo |
| Botafogo FR                                               | Wágner – Fábio Augusto, Bruno, Váldson, Leandro – Júnior, Reidner, Souza , Rodrigo Beckham – Donizete, Taílson Reserve Serginho , Marcelinho Paulista , Alexandre Gaúcho Cheftrainer: Sebastião Lazaroni | Roger – Jean, Rogério Pinheiro, Wilson – Juliano Belletti, Alexandre Rotweiller, Claudio Maldonado, Carlos Miguel , Gustavo Nery – França, Luís Fabiano Reserve Kaká , Renatinho Cheftrainer: Vadão | FC São Paulo |
| Botafogo FR                                               | 1:1 Rodrigo Beckham (50.) | 0:1 Carlos Miguel (49.) 1:2 Luís Fabiano (51.) 1:3 França (62.) 1:4 Luís Fabiano (85.) | FC São Paulo |
| Botafogo FR                                               | Fábio Augusto, Bruno, Leandro, Júnior, Reidner | Roger, Rotweiller, Nery, Luís Fabiano | FC São Paulo |
| 1. März 2001 in Rio de Janeiro (Maracanã)                 | | |              |
| Ergebnis: 1:4 (0:0)                                       | | |              |
| Zuschauer: 35.672                                         | | |              |
| Schiedsrichter: Alfredo dos Santos Loebeling ( São Paulo) | | |              |

### Rückspiel
| FC São Paulo                                    | FC São Paulo | Botafogo FR | Botafogo FR |
| ----------------------------------------------- | --- | --- | ----------- |
| FC São Paulo                                    | \| 7. März 2001 in São Paulo (Morumbi) \| \| Ergebnis: 2:1 (0:1) \| \| Zuschauer: 71.688 \| \| Schiedsrichter: Jorge Rabello ( Rio de Janeiro) \|                                                                       | \| 7. März 2001 in São Paulo (Morumbi) \| \| Ergebnis: 2:1 (0:1) \| \| Zuschauer: 71.688 \| \| Schiedsrichter: Jorge Rabello ( Rio de Janeiro) \|                      | Botafogo FR |
| FC São Paulo                                    | Rogério Ceni – Jean, Rogério Pinheiro, Wilson – Juliano Belletti , Claudio Maldonado, Carlos Miguel , Fabiano , Gustavo Nery – França, Luís Fabiano Reserve Kaká , Reginaldo Araújo , Júlio Baptista Cheftrainer: Vadão | Wágner – Fábio Augusto, Dênis, Váldson, Augusto – Júnior, Reidner, Rodrigo Beckham, Alexandre Gaúcho – Donizete, Taílson Reserve Souza Cheftrainer: Sebastião Lazaroni | Botafogo FR |
| FC São Paulo                                    | 1:1 Kaká (79.) 2:1 Kaká (81.) | 0:1 Donizete (39.) | Botafogo FR |
| FC São Paulo                                    | Rogério Pinheiro, Kaká, Luís Fabiano | Taílson | Botafogo FR |
| 7. März 2001 in São Paulo (Morumbi)             | | |             |
| Ergebnis: 2:1 (0:1)                             | | |             |
| Zuschauer: 71.688                               | | |             |
| Schiedsrichter: Jorge Rabello ( Rio de Janeiro) | | |             |

## Die Meistermannschaft
Genannt wurden alle Spieler, die mindestens einmal im Kader standen. Die Zahlen in Klammern weisen die Anzahl der Einsätze und Tore aus.
| 1. Titel | FC São Paulo |
|          | - Tor: Rogério Ceni (6/0), Roger (2/0) - Abwehr: Rogério Pinheiro (7/0), Wilson (7/0), Gustavo Nery (7/1), Reginaldo Araújo (6/0), Jean (5/0), Reginaldo Sossai (4/0), Alemão (1/0) - Mittelfeld: Juliano Belletti (8/0), Fabiano (7/1), Renatinho (6/0), Kaká (5/2), Alexandre Rotweiller (4/0), Fábio Simplício (4/0), Sidney Moraes (3/1), Souza (2/0), Claudio Maldonado (2/0), Harison (2/0), Júlio Baptista (1/0) - Angriff: França (8/6), Carlos Miguel (4/1), Ilan Araújo (4/1), Sandro Hiroshi (2/0), Oliveira (2/0), Luís Fabiano (2/2) - Trainer: Vadão |

## Torschützenliste
| Pl. | Nat.        | Spieler           | Klub           | Tore |
| --- | ----------- | ----------------- | -------------- | ---- |
| 1   | Brasilianer | França            | FC São Paulo   | 6    |
| 2   | Brasilianer | Agnaldo           | Fluminense FC  | 5    |
|     | Brasilianer | Luizão            | SC Corinthians | 5    |
| 4   | Kolumbianer | Faustino Asprilla | Fluminense FC  | 4    |
|     | Brasilianer | Donizete          | Botafogo FR    | 4    |